# Как я встретил её маму
«Как я встретил её маму» — российский полнометражный фильм режиссёра Егора Сальникова, снятый в жанре приключенческой комедии по сценарию Левона Айрапетяна на киностудии имени М. Горького.

## Сюжет
В центре сюжета — история любви между обрусевшим осетином и девушкой из Петербурга. Когда дело доходит до свадьбы, его родственники с Кавказа решают принять участие в подготовке. Но неожиданный поворот — в машине оказывается другая невеста — вынуждает их найти способ провести торжество, несмотря на возникшее недоразумение.

## В ролях
- Мамука Патарава — Давид
- Елизавета Кононова — Алёна
- Грант Тохатян
- Дмитрий Красилов
- Наталья Щукина
- Армен Арушанян
- Арарат Кещян
- Эвелина Блёданс
- Эльберд Агаев
- Владимир Волжин
- Алла Гаева
- Георгий Громов
- Владимир Карпов
- Замира Меликова
- Павел Сборщиков
- Джамболат Сланов
- Слава Степанян
- Валерий Цариев
- Алексей Каракулов
- Василий Копейкин

## Съёмочная группа
- Режиссёр: Егор Сальников
- Сценарист: Левон Айрапетян
- Оператор: Дмитрий Шебунин
- Художники: Екатерина Лизогубова, Константин Пахотин
- Композиторы: Алексей Канцыру, Ольга Шайдуллина
- Продюсеры: Дмитрий Кузнецов, Александра Пиляева, Наталия Харыбина, Лика Бланк, Асмик Мовсисян, Татьяна Юферова, Екатерина Резникова, Юлиана Слащёва, Юлия Жарук
- Кастинг-директора: Анна Юрченко, Екатерина Селезнёва

## Производство
Съёмки фильма начались в августе 2022 года в Москве, Сочи и Северной Осетии.

## Релиз
Изначально фильм должен был выйти осенью 2023 года, но его премьера была перенесена на 9 мая 2024 года — к 79-летней годовщине победы в Великой Отечественной войне.
Фильм посмотрели 154 302 зрителей. Сборы составили 51 010 057 ₽ при бюджете в 150 000 000 ₽.

## Рецензии
- Кискаркин Леонид. «Кавказская пленница» наоборот. Рецензия на фильм «Как я встретил ее маму» // Вокруг ТВ. — 2024. — 9 мая.